# Olivier Jenot
Olivier Jenot (* 28. Februar 1988 in Monaco) ist ein monegassischer Skirennläufer. Er startet überwiegend in den Disziplinen Super-G, Riesenslalom und Kombination und nahm mehrfach an Olympischen Spielen und Weltmeisterschaften teil.

## Biografie
Olivier Jenot nahm zweimal an Juniorenweltmeisterschaften teil, als bestes Resultat erreichte er 2008 in Formigal Rang 26 im Slalom. Im Alter von 17 Jahren debütierte er im Europacup, wo er bisher zweimal die Punkteränge erreichte, 2009 im Riesenslalom am Monte Pora und 2017 in der Kombination von Méribel. Am 21. Februar 2009 gab Jenot im Riesenslalom von Sestriere sein Weltcup-Debüt. Seither startet er sporadisch in allen Disziplinen außer dem Slalom, Punkte konnte er bislang jedoch nicht erzielen. Sein bestes Ergebnis erreichte er im Februar 2016 mit Platz 40 im Super-G auf der Olympiastrecke von Jeongseon. Im März 2012 gewann er die international besetzten britischen Meisterschaften im Slalom. Im Dezember 2013 gewann er die Goldmedaille bei der Universiade in Italien in der Kombination.
Neben Arnaud Alessandria ist Jenot einer von nur zwei männlichen Monegassen, die bereits mehrfach an alpinen Großereignissen teilgenommen haben. Erstmals trat er bei den Olympischen Winterspielen 2006 in Erscheinung, wo er in Super-G, Riesenslalom und Slalom an den Start ging. Acht Jahre später verzeichnete er in Sotschi vier Starts und erreichte mit Rang 28 in der Super-Kombination sein bestes Resultat. Im Rahmen von Weltmeisterschaften debütierte Jenot 2009 in Val-d’Isère und erzielte mit Rang 25 im Slalom sein bisher bestes Ergebnis bei einem Großereignis. Auch in Garmisch 2011 und Schladming 2013 ging er jeweils in den technischen Disziplinen an den Start.
Am 8. Februar 2017 kam er als einer von mehreren Läufern im WM-Super-G von St. Moritz schwer zu Sturz. Während eines Sprungs verlor er das Gleichgewicht und schlug nach 60 Metern in der Luft mit dem Rücken hart auf der Piste auf, wobei er innere Blutungen erlitt. Er wurde daraufhin im Kantonsspital in Chur operiert und musste einige Zeit auf der Intensivstation verbringen.
Bei seinen dritten Olympischen Winterspielen 2018 in Pyeongchang ging er in vier Disziplinen an den Start und egalisierte mit Rang 28 in der Kombination sein bestes Resultat im Zeichen der fünf Ringe. Erstmals gelang ihm bei einem Großereignis mit dem 29. Abfahrtssrang auch eine Platzierung in dieser Disziplin.
Seine letzten internationalen Rennen bestritt Jenot im April 2018, seither ist er nicht mehr in Erscheinung getreten.

## Erfolge

### Olympische Spiele
- Turin 2006: 34. Slalom, 48. Super-G
- Sotschi 2014: 28. Super-Kombination, 35. Super-G
- Pyeongchang 2018: 28. Kombination, 29. Abfahrt, 38. Super-G, 38. Riesenslalom

### Weltmeisterschaften
- Val-d’Isère 2009: 25. Slalom
- Garmisch-Partenkirchen 2011: 34. Slalom, 44. Riesenslalom
- Schladming 2013: 44. Riesenslalom

### Europacup
- 2 Platzierungen unter den besten 30

### Juniorenweltmeisterschaften
- Québec 2006: 59. Abfahrt
- Formigal 2008: 26. Slalom, 28. Super-G

### Weitere Erfolge
- Sieg bei den britischen Meisterschaften im Slalom 2012
- 1 Sieg im Australia New Zealand Cup
- 3 Siege in FIS-Rennen